# Млечник красноватый
Млечник красноватый (лат. Lactárius rúfulus) — гриб рода Млечник (лат. Lactarius) семейства Сыроежковые (лат. Russulaceae). Встречается в США (Калифорния и Аризона) и Мексике. Растёт на опавших листьях под дубами, как правило, в группах.

## Описание
Плодовое тело с характерной яркой коричнево-красной шляпкой до 10 см и близко-расположенными розовато-жёлтыми пластинками гименофора. Ножка — до 12 см длиной и до 3 см толщиной. Окраска ножки такай же, что и шляпки.

## Употребление в пищу
Гриб съедобен, имеет вкус и запах кленового сиропа. В ресторанах региона Сан-Франциско используется при приготовлении мороженого, печенья и карамели.

## Сходные виды
Вид похож на горькушку (Lactarius rufus), но в отличие от него произрастает чаще всего в группах.